# Juszczyna
Juszczyna ist eine Ortschaft mit einem Schulzenamt der Gemeinde Radziechowy-Wieprz im Powiat Żywiecki der Woiwodschaft Schlesien in Polen.

## Geographie
Der Ort liegt in den Saybuscher Beskiden (Beskid Żywiecki) am Bach Juszczynka auf dem Weg von Węgierska Górka nach Jeleśnia.

## Geschichte
Seit 1467 gehörte die Herrschaft Saybusch zur Adelsfamilie Komorowski, die eine Besiedlungsaktion begannen. Der Ort wurde als bäuerliche Siedlung gegründet. Andrzej Komoniecki (* 1678; † 1729) in seiner Chronik erwähnte den Ort unter dem Jahre 1628.
Bei der Ersten Teilung Polens kam Juszczyna 1772 zum neuen Königreich Galizien und Lodomerien des habsburgischen Kaiserreichs (ab 1804).
Das Dorf war eines der ärmsten in der Umgebung. Bei der Überflutung im Jahre 1908 wurden 21 der Einwohner getötet. Im Jahre 1911 wurde die erste Volksschule eröffnet.
1918, nach dem Ende des Ersten Weltkriegs und dem Zusammenbruch der k.u.k. Monarchie, kam Juszczyna zu Polen. Unterbrochen wurde dies nur durch die Besetzung Polens durch die Wehrmacht im Zweiten Weltkrieg. Es gehörte dann zum Landkreis Saybusch im Regierungsbezirk Kattowitz in der Provinz Schlesien (seit 1941 Provinz Oberschlesien). Im Rahmen der sogenannten Aktion Saybusch wurden im Jahre 1940 aus Juszczyna einige polnische Familien vertrieben, um volksdeutsche Familien anzusiedeln. Die lokale Schule diente danach den deutschen Kindern.
Von 1975 bis 1998 gehörte Juszczyna zur Woiwodschaft Bielsko-Biała.

## Sehenswürdigkeiten
- Römisch-katholische Holzkirche, erbaut 1924–1927

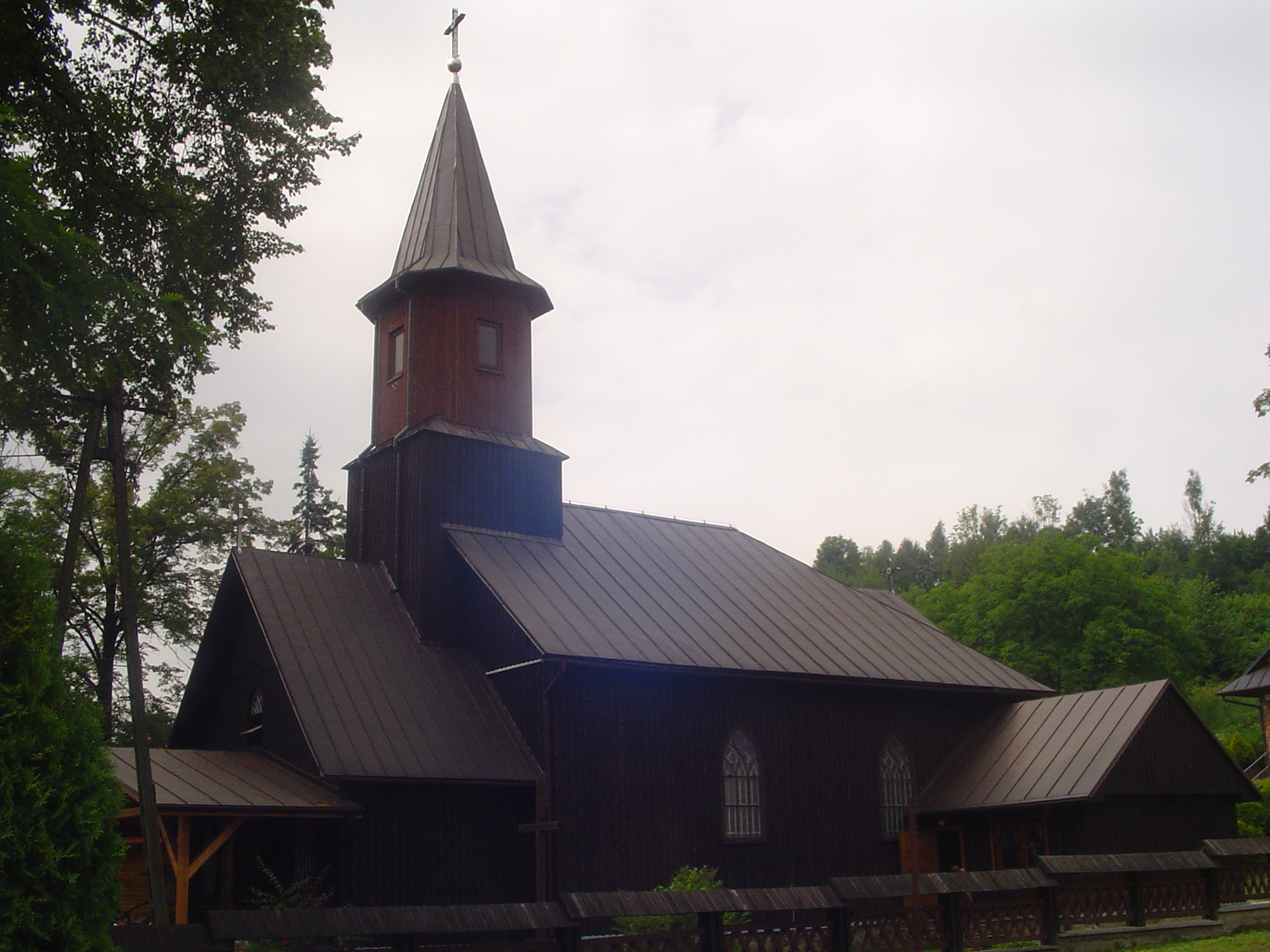
Holzkirche